# Eryngium falcatum
Eryngium falcatum är en flockblommig växtart som beskrevs av Daniel Delaroche. Eryngium falcatum ingår i släktet martornar, och familjen flockblommiga växter. Inga underarter finns listade i Catalogue of Life.